# Jan Esteve Marty
Jan Esteve Marty   (Albons, 1 de desembre de 2002) és un cantant català.
El 2023, va ser seleccionat per a la segona temporada del concurs musical de TV3 Eufòria. Va ser l'únic representant de la província de Girona de l'edició.
S'autodefineix com a cantant d'habitació: abans de l'ingrés a Eufòria solament havia cantat tres cops en públic. En la fase final del càsting, va interpretar «El comiat de la vida» de Manel Navarro. Va ser la seva primera aparició allunyat de la seva germana Mariona, a qui sempre havia acompanyat, com ara en l'espectacle Estimar(-te) em va fer odiar(-te).
Dins del certamen, va ser nominat per a l'expulsió en la segona gala. Així doncs, en el programa següent va interpretar «Angels» de Robbie Williams i va ser salvat pel públic per un 66 % dels vots enfront del 33 % de Natalia Revilla. Malgrat que va estar novament a punt de sortir del programa en la cinquena gala, el jurat va decidir de fer fora el seu company i amic Carlos González. Al capdavall, en la sisena gala, en què va defensar «Sucker» de Jonas Brothers amb coreografia inclosa, va ser expulsat d'Eufòria. Finalment, la seva última actuació en solitari sobre l'escenari d'Eufòria va ser a la setena gala, la gala de repesca, on dos concursants tenien l'oportunitat de tornar a entrar al programa i seguir formant part del concurs. En Jan va representar «Que Tinguem Sort» de Lluís Llach i va marxar amb el 16% dels vots del públic.
Sap tocar la guitarra, que ha après de forma autodidàctica, i el piano. Tampoc ha rebut classes de cant. En un temps passat, va practicar hoquei subaquàtic.
L'estiu de 2022, abans d'encetar la carrera artística en solitari, va treballar en un gimnàs i en un pàrquing.